# Lui Wüst
Lui Wüst (Berlim, 22 de maio de 2003) é um jogador de vôlei de praia alemão, medalhista de bronze no Campeonato Mundial Universitário de 2022 no Brasil.

## Carreira
Em 2019, iniciou a competir profissionalmente a nível nacional ao lado de Leon Meier, nas etapas de Nuernberg e Muenster; juntos obtiveram o título do Campeonato Europeu Sub-18 de 2019 realizado em Baden, chegou a atuar em 2019 com Mio Wüst na etapa nacional de Fehmarn.Em 2020, disputou juntamente com Laurenz Welsch o Campeonato Europeu Sub-20  em Brno, e finalizaram na quinta posição, mesmo posto obtido na edição do ano seguinte realizada em Esmirna ao lado de Maximilian Just.

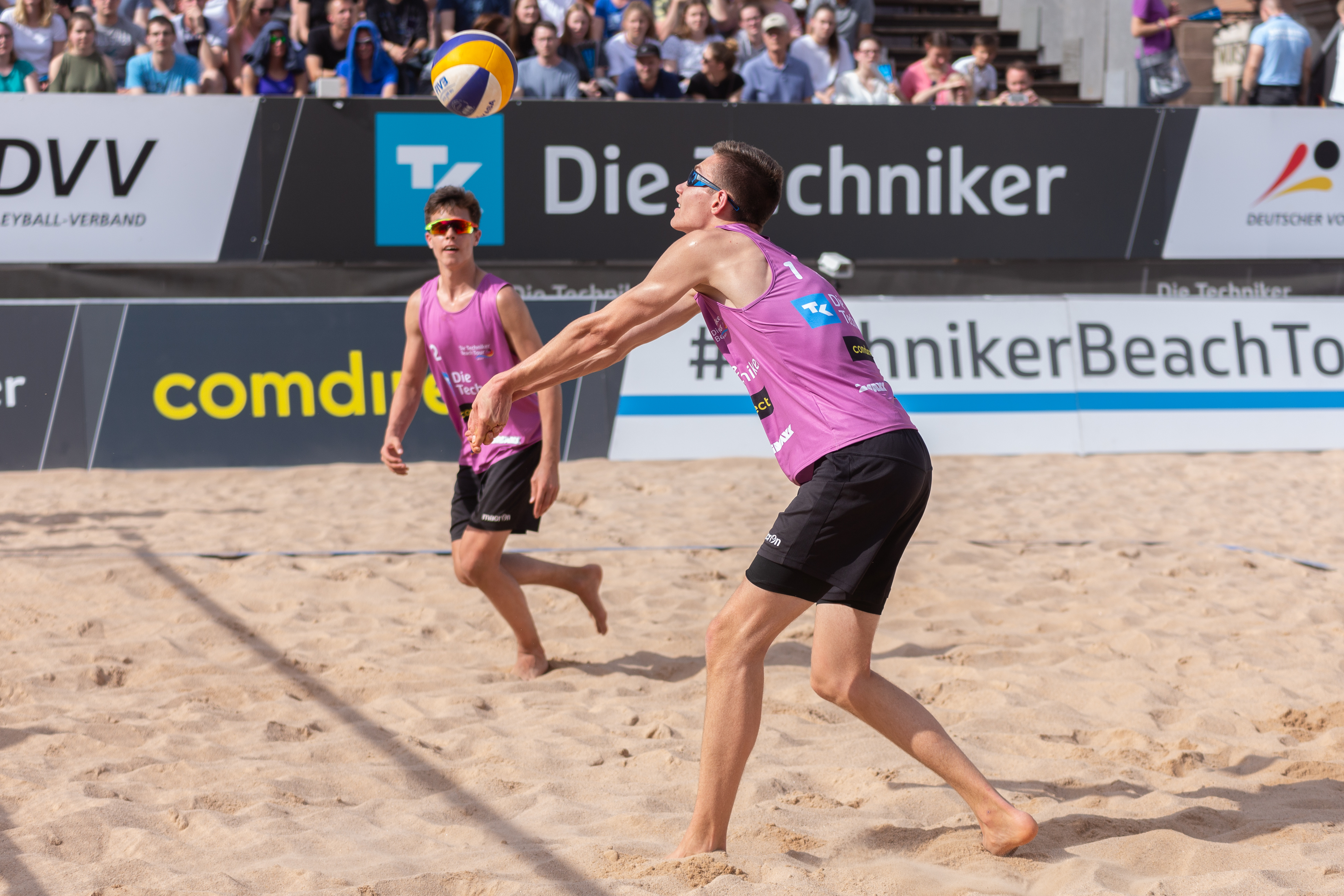
Lui Wüst se preparando para atacar.

Em 2021, estreou no Circuito Mundial ao lado de Robin Sowa e forma semifinalistas no Torneio uma estrela de Apeldoorn, depois atuou com Momme Lorenz no Torneio quatro estrelas de Itapema e com Philipp Huster  no Campeonato Mundial Sub-19 de 2021, sediado em Phuket e finalizaram na nona colocaçãoe no Campeonato Mundial Sub-21 de 2021, com mesma sede e terminaram também em nono lugar.
Com Philipp Huster, disputou o Future de Madrid, retomou a parceria com Maximilian Just, disputando o Future de Białystok, o Challenge de Espinho e o Future de Warsaw, e com Momme Lorenz o Future de Cortegaça. Ao lado de Maximilian Just conquistou a medalha de bronze no Campeonato Mundial Universitário de 2022 realizado em Maceió.

## Títulos e resultados
- 1* de Apeldoorn do Circuito Mundial de 2021